# Théâtre de Lutèce
Le théâtre de Lutèce est une ancienne salle de théâtre située 29, rue Jussieu dans le 5e arrondissement de Paris et active de 1956 à 1976.

## Historique
Le théâtre de Lutèce est ouvert en 1956 dans la rue Jussieu à l'initiative du metteur en scène Claude Bergerot, de l'acteur Bernard Jenny et du décorateur Sergio Gernstein. Ancienne salle paroissiale dépourvue d'entrée des artistes et d'une capacité de 340 spectateurs, le théâtre n’avait pas de coulisses, et des cintres très réduits. Les loges et le local technique étaient sous la scène, accessibles en traversant la salle. Jean-Marie Serreau anima le théâtre de Lutèce à la fin des années 1950. Le théâtre était alors dirigé par Lucie Germain.
Le théâtre ferme définitivement en 1976 et est racheté par un promoteur immobilier qui le détruit et construit un immeuble moderne.
La pièce Les Nègres de Jean Genet a été représentée pour la première fois à Paris au Théâtre de Lutèce le 28 octobre 1959 par la compagnie de théâtre Les Griots avec une mise en scène de Roger Blin.

## Répertoire
- 1956 : Sisyphe et la Mort de Robert Merle, mise en scène Bernard Jenny
- 1956 : Le Pauvre Bougre et le Bon Génie d'Alphonse Allais, mise en scène Bernard Jenny
- 1956 : Bistouri de mon cœur de Claude Bergerot, mise en scène de l'auteur
- 1957 : Amphitryon 57 d'Herbert Le Porrier, mise en scène Gabriel Garran
- 1957 : Les Amours de Don Perlimplin avec Belise en son jardin de Federico García Lorca, mise en scène Bernard Jenny (4 mai
- 1957 : Le Défunt de René de Obaldia, mise en scène Marc Gentilhomme (8 juillet)
- 1957 : Le Sacrifice du bourreau de René de Obaldia
- 1957 : Le Théâtre d'Antoine de Charles Prost, mise en scène Marc Gentilhomme
- 1957 : La Carmen d'André de Richaud, mise en scène Bernard Jenny [3]
- 1957 : Vénus et les poissons , mise en scène Michel-Eugène Ferrand
- 1958 : Le Cadavre encerclé de Kateb Yacine, mise en scène Jean-Marie Serreau
- 1958 : Scènes de comédie d'Alain,  mise en scène François Maistre (1er décembre)
- 1959 : L'Homme clandestin d'Anna Langfus, mise en scène Daniel Postal
- 1959 : Pique-nique en campagne de Fernando Arrabal, mise en scène Jean-Marie Serreau (22 avril)
- 1959 : Les Nègres de Jean Genet, mise en scène Roger Blin (28 octobre)
- 1959 : L'École des femmes de Molière, mise en scène Robert Marcy
- 1960 : Biedermann et les incendiaires de Max Frisch, mise en scène Jean-Marie Serreau (26 octobre)
- 1960 : Le Lion d'Amos Kenan, mise en scène Roger Blin (28 octobre)
- 1961 : Le Gardien d'Harold Pinter, mise en scène Roger Blin
- 1961 : Les Nuits blanches de Fiodor Dostoïevski, mise en scène Nicole Kessel (21 mars)
- 1961 : Les Nourrices de Romain Weingarten, mise en scène de l'auteur (7 novembre)
- 1961 : La Pensée de Léonide Andreiev, mise en scène Laurent Terzieff (10 décembre)
- 1962 : Scènes de Guy Dumur, mise en scène Jean-Pierre Kalfon (16 janvier)
- 1962 : La Maison d'os de Roland Dubillard, mise en scène Arlette Reinerg (22 novembre)
- 1963 : Si Camille n'était conté de Roland Dubillard, mise en scène Jean-Marie Serreau (24 avril)
- 1963 : La Danse de mort d'August Strindberg, mise en scène Michel Vitold (11 septembre)
- 1963 : Les Dactylos et Le Tigrede Murray Schisgal, mise en scène Maurice Garrel et Laurent Terzieff (16 décembre)
- 1963 : La Séparation de Claude Simon, mise en scène Nicole Kessel
- 1964 : Fando et Lis

 et Le Tricycle de Fernando Arrabal, mise en scène Claude Cyriaque (4 mai)  
- 1964 : Le Général inconnu et L'Azote de René de Obaldia, mise en scène Marcel Maréchal (16 octobre)
- 1964 : Feux rouges (mise en scène Wolfram Mehring)
- 1965 : Zoo Story de Edward Albee, mise en scène Daniel Emilfork et Laurent Terzieff (7 février)
- 1965 : Badadesques de Jean Vauthier et L'Opéra du monde de Jacques Audiberti, mise en scène Marcel Maréchal (11 octobre)
- 1965 : La Conversation et Les Parisiens du dimanche de Claude Mauriac, mise en scène Nicolas Bataille
- 1966 : Zoo Story de Edward Albee, mise en scène Daniel Emilfork et Laurent Terzieff (7 octobre)
- 1966 : Hélas, pauvre Fred !  et Les Voisins de James Saunders, mise en scène Laurent Terzieff (11 octobre)
- 1966 : Le Cosmonaute agricole de René de Obaldia, mise en scène Jorge Lavelli
- 1967 : Hélas, pauvre Fred ! et Les Voisins de James Saunders, mise en scène Laurent Terzieff (4 janvier)
- 1967 : La Journée d'une rêveuse de Copi, mise en scène Jorge Lavelli
- 1967 : Tango de Sławomir Mrożek, mise en scène Laurent Terzieff (8 février)
- 1968 : La Journée d'une rêveuse de Copi, mise en scène de Jorge Lavelli (13 janvier)
- 1968 : Que ferez-vous en novembre ? de René Ehni, mise en scène Aldo Trionfo (20 avril)
- 1969 : Le Jardin aux betteraves de Roland Dubillard, mise en scène de l'auteur (15 février)